# جزیره سن مارتن
جزیره سن مارتن (فرانسوی: Saint-Martin‎؛ هلندی: Sint Maarten) جزیره‌ای به مساحت ۸۷ کیلومتر مربع در شمال‌شرقی دریای کارائیب در تقریباً ۳۰۰ کیلومتری شرق پورتوریکو است. این جزیره به‌نسبت تقریباً ۶۰ به ۴۰ بین دو کشور فرانسه و هلند تقسیم‌شده و هریک به ترتیب ۵۳ کیلومتر مربع و ۳۴ کیلومتر مربع از خاک جزیره را در اختیار دارند. اما علی‌رغم وسعت بیشتر منطقهٔ تحت تملک فرانسوی‌ها، قسمت هلندنشین جزیره، از جمعیت بیشتری برخوردار است.
جزیرهٔ سن مارتن یکی از کوچک‌ترین جزیره‌های موجود در جهان است که بین دو کشور تقسیم شده است. این تقسیم اراضی به ۲۳ مارس سال ۱۶۴۸ میلادی و امضای عهدنامه کنکوردیا بین فرانسه و جمهوری هلند می‌رسد که فرانسویان شمال جزیره و هلندی‌ها جنوب جزیره را برای خود برداشتند. بخش جنوبی هلندنشین، شامل سنت مارتن، یکی از چهار کشور جزئی است که پادشاهی هلند را تشکیل می‌دهد و بخش شمالی فرانسوی‌نشین، شامل کولکتیویته دو سن مارتن، یکی از کولکتیویته‌های فراسوی دریاهای فرانسه است. ماریگوت، پایتخت بخش فرانسوی و فیلیپسبورگ، پایتخت بخش هلندی جزیرهٔ سن مارتن است.

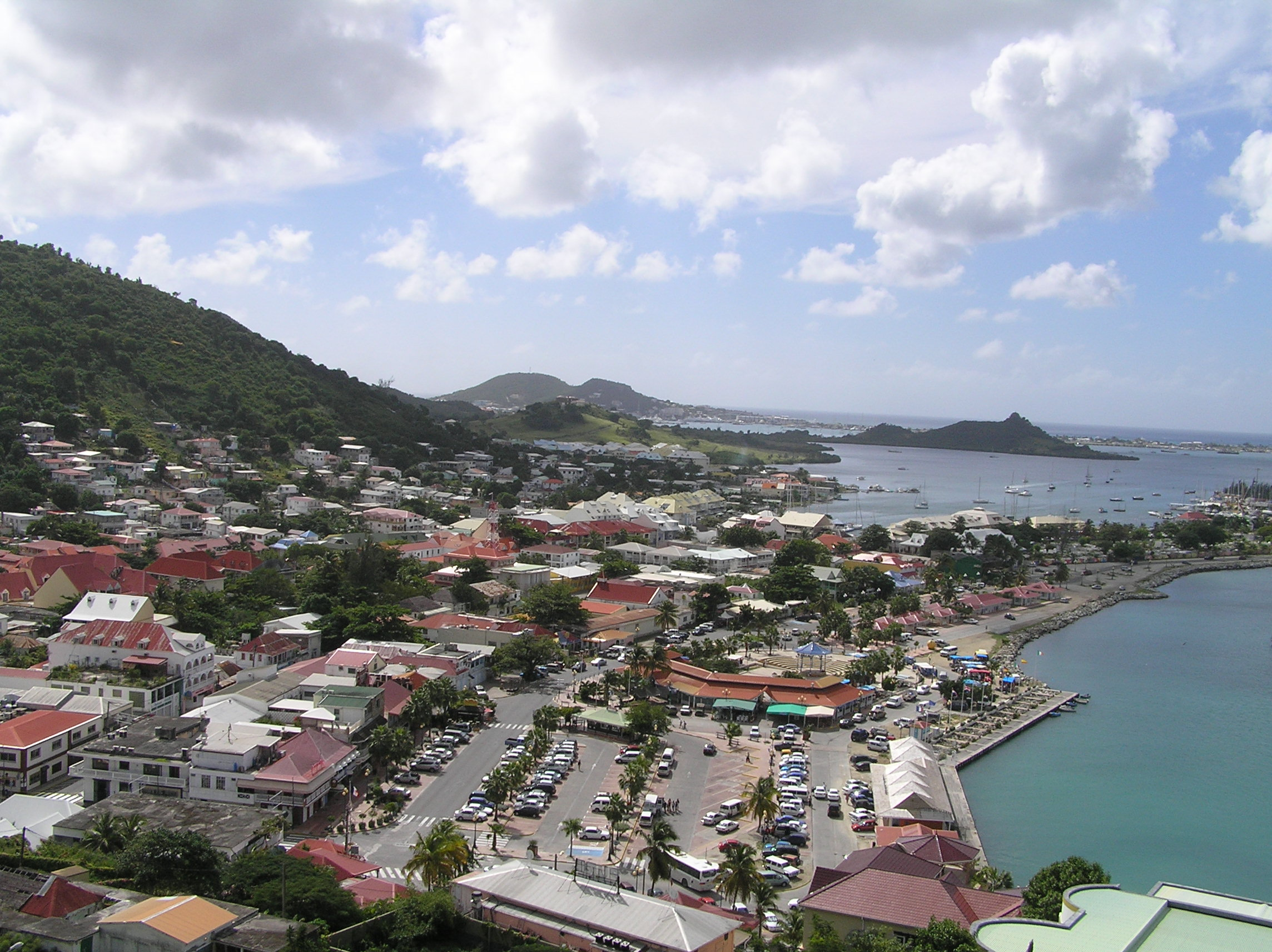
ماریگوت، پایتخت بخش فرانسوی

جمعیت کل جزیره در سرشماری انجام‌گرفته در تاریخ ۱ ژانویه سال ۲۰۰۷ میلادی، ۷۴٬۸۵۲ نفر اعلام شده که از این تعداد، ۳۸٬۰۲۷ نفر در قسمت تحت تملک هلند و ۳۵٬۹۲۷ نفر در قسمت تحت تملک فرانسه جزیره ساکن بودند.
فرودگاه بین‌المللی پرنسس جولیانا با کد یاتای SXM، مهم‌ترین فرودگاه جزیره است که در سنت مارتن در بخش هلندنشین جزیره قرار دارد. هواپیماهای جت غول‌پیکری که روزانه توریست‌های بسیاری را به این جزیره می‌آورند در این فرودگاه می‌نشینند. فرودگاه کوچکی نیز در بخش فرانسوی جزیره وجود دارد که ویژهٔ نشست و برخاست هواپیماهای کوچکتر است. هیچ‌کدام از دو بخش جزیره در حوزهٔ پیمان شنگن قرار ندارند و بازرسی کامل مرزی در زمان مسافرت بین جزیرهٔ سن مارتن و اروپا صورت می‌پذیرد. در مرز بین دو بخش جزیره تقریباً بازرسی‌ای وجود ندارد.